# Wang Huo
Wang Huo (xinès: 王火), (Xangai 1924 -) guionista i escriptor xinès. Guanyador del Premi Mao Dun de Literatura de l'any 1997 per la seva novel·la 战争和人, traduïda a l'anglès com "War and People".

## Biografia
Wang Huo va néixer a Xangai (Xina) l'1 de juliol de 1924, en una família originaria de Rudong, província de Jiangsu. Wang Huo es el nom de ploma de Wang Hongpu. Es va graduar al Departament de Periodisme de la Universitat Fudan el 1948. Després de la segona guerra sinojaponesa, el 1949 un cop alliberada Xangai va treballar al departament cultural i educatiu del Comitè Preparatori de la Federació de Sindicats de Xangai com a redactor en cap. En aquesta dècada va començar a publicar les seves primeres obres.
El 1953 es va traslladar a la Federació Nacional de Sindicats tota la Xina de Pequín, on va organitzar la revista 中国 工人 "Treballadors xinesos" i va ser assistent de l'editor i membre del consell editorial.
El 1961 va ser traslladat a Shandong per treballar a l'escola provincial de Linyi.
Va ingressar a l'Associació d'Escriptors de Sichuan el 1979 (com a consultor i vicepresident honorari durant molts anys).
El 1983 va anar a Chengdu i va exercir com a editor adjunt i redactor en cap de l’Editorial Popular Sichuan. Va participar en els preparatius per a la creació de la "Sichuan Literature and Art Publishing House" i en va ser el primer secretari i redactor en cap.
Va ingressar a l'Associació d'Escriptors Xinesos el 1980.
Wang es va jubilar el 1987.
A principis del 2014, Wang Huo va donar més de 4.000 documents, inclosos els seus manuscrits, cartes, cal·ligrafies i pintures,a la col·lecció del Museu de la Literatura Xinesa Moderna.

## Obres
- Right of Privacy (隐私权)

- War and People (战争和人) : Premi Mao Dun i adaptada com a sèrie de TV[3]
- The Foreign Eighth Route Army (外国八路)
- The Biography of Jie Zhenguo (血染春秋——节振国传奇)
- Firelight in the Heavy Fog (浓雾中的火光)
- Xueji (雪祭)
- The Biography of Firefly (流萤传奇)
- Awakening to Truth (禅悟)

- Meteor (流星)
- The General Strike (二七大罢工)

- Xichuangzhu (西窗烛)

### Guions
- The Moon and the Sea (明月天涯)
- The Foreign Eighth Route Army (外国八路)